# Glenview Capital Management
Glenview Capital Management, LLC är en amerikansk hedgefond som investerar i globala företag som Abbvie Inc., Aetna, Inc., Alphabet Inc., Avis Rent a Car System, LLC, CBS Corporation, Cigna Corporation, Computer Sciences Corporation, The Dow Chemical Company, E. I. du Pont de Nemours and Company, Humana Inc., ManpowerGroup, Meritor, Inc. och Monsanto Company.
För 2016 förvaltar de ett kapital på omkring $9,2 miljarder. Hedgefonden har sitt huvudkontor i General Motors Building i New York, New York och styrs av miljardären Larry Robbins.